# Luigi Martino Spolverini
Luigi Martino Spolverini (San Martino al Cimino, 20 agosto 1873 – Roma, 6 marzo 1965) è stato un pediatra e politico italiano.
Laureato nel 1897 a Roma è stato professore ordinario di Clinica pediatrica alla Università di Pavia, direttore della stessa clinica, professore ordinario di Clinica pediatrica alla Università di Roma e primario del padiglione pediatrico dell'Ospedale Policlinico di Roma. Ha fatto parte del Consiglio superiore di sanità.